# Vokov

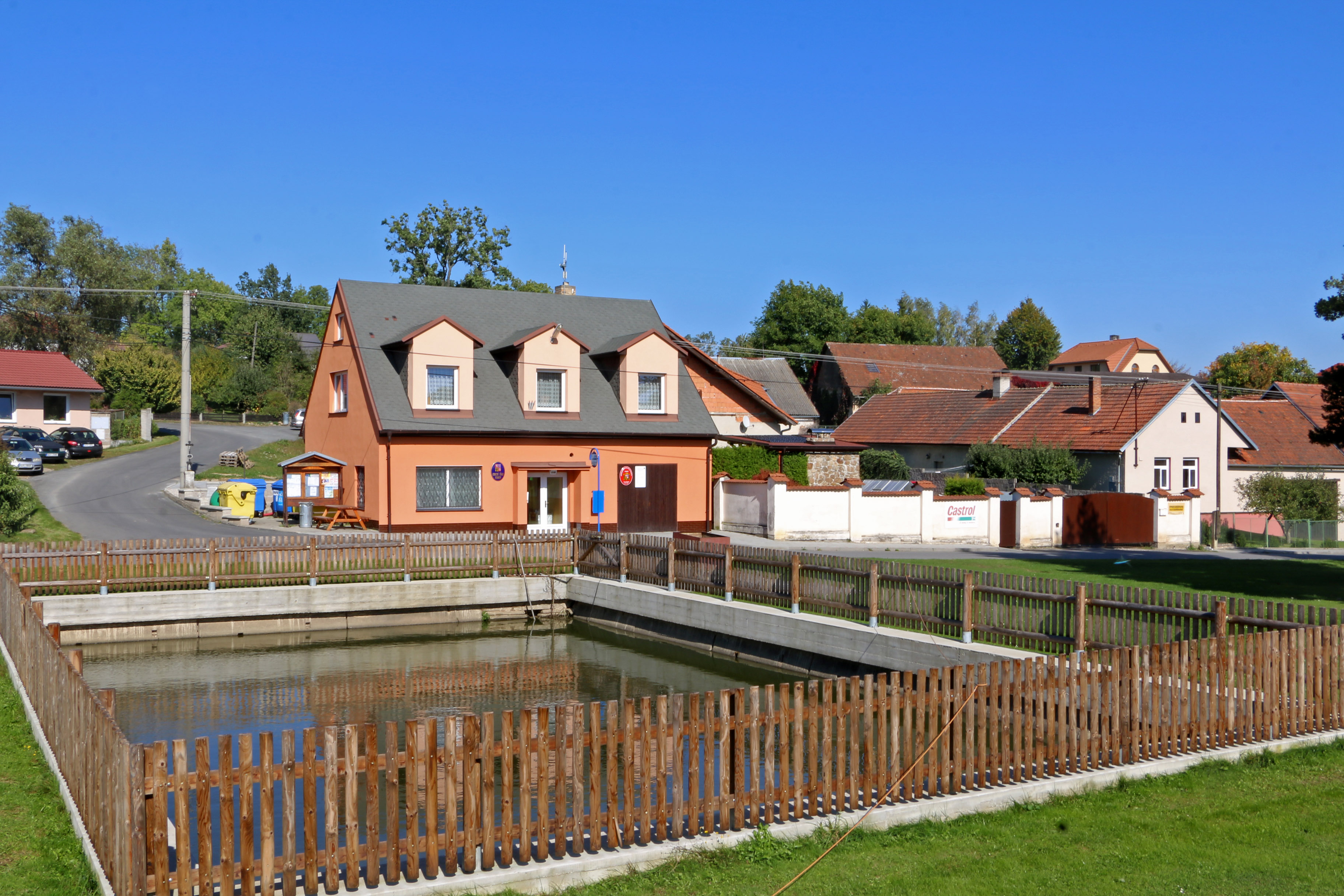
Löschteich

Vokov (deutsch Wokow) ist eine Gemeinde in Tschechien. Sie liegt vier Kilometer südlich von Pelhřimov und gehört zum Okres Pelhřimov.

## Geographie
Vokov befindet sich in einer Talmulde am Fuße des Váňův vršek (586 m) in der Böhmisch-Mährischen Höhe. Östlich fließt der Vlásenický potok in die Bělá. Durch das Bělátal führt die Eisenbahn von Pelhřimov nach Jindřichův Hradec, unterhalb von Vokov liegt die Bahnstation Rynárec.
Nachbarorte sind Pelhřimov im Norden, Skrýšov im Nordosten, Pavlov im Osten, Rynárec im Südosten, Libkova Voda und Ondřejov im Südwesten, Holákov im Westen sowie Myslotín im Nordwesten.

## Geschichte
Die erste urkundliche Erwähnung von Vokov stammt aus dem Jahre 1355. Das selbständige Gut Vokov war der Sitz der Vladiken von Vokov.
Nach der Ablösung der Patrimonialherrschaften bildete Vokov ab 1850 einen Ortsteil von Myslotin. 1964 wurde Vokov nach Rynárec umgegliedert und am 1. Januar 1980 zusammen mit dieser Gemeinde nach Pelhřimov eingemeindet. Seit dem 24. November 1990 ist die Gemeinde wieder selbständig.

## Gemeindegliederung
Für die Gemeinde Vokov sind keine Ortsteile ausgewiesen.

## Sehenswürdigkeiten
- Kleine Kapelle am Dorfplatz